# Pyramide de Djedkarê Isési
 (novembre 2022).
Si vous disposez d'ouvrages ou d'articles de référence ou si vous connaissez des sites web de qualité traitant du thème abordé ici, merci de compléter l'article en donnant les références utiles à sa vérifiabilité et en les liant à la section « Notes et références ».
La pyramide de Djedkarê Isési se situe sur le site de Saqqarah. 

## Emplacement
Djedkarê rompt avec le choix de ses prédécesseurs d'installer leur tombe à Abousir. Ce fait est diversement apprécié :
- Manque de place sur le plateau d'Abousir
- Volonté de se rapprocher des origines de la royauté à l'instar du fondateur de la dynastie Ouserkaf ?

Quoi qu’il en soit Djedkarê fait édifier son complexe funéraire non loin de celui de Chepseskaf au sud du site sur un promontoire surplombant la vallée de Memphis. Cette position dominante lui vaudra l'appellation de pyramide sentinelle donnée par la suite par les Arabes.
Bien que revenant à Saqqarah, le Pharaon Djedkarê Isési n'a pas choisi d'établir son complexe funéraire à proximité directe de la pyramide à degré de Djéser. Il a choisi un emplacement environ à mi-chemin entre la pyramide de Djéser-Téti  et l'endroit où Shepseskaf construisit son tombeau. Ce choix d'emplacement, au Sud du site, put être incité par la hauteur de ce promontoire surplombant la vallée de Memphis.

## Complexe funéraire
Le complexe funéraire de Djedkarê est conçu sur le modèle des précédents avec différentes parties aux rôles précis et distincts qui s'articulaient en un ensemble cohérent destiné à assurer le culte du pharaon défunt. Néanmoins, le temple de la vallée ou temple d'accueil n'a pas encore été localisé avec précision. Bâti à la lisière des terres cultivées qui depuis des millénaires ont recouvert peu à peu ses vestiges, il se trouve actuellement sous la ville moderne de Saqqarah. Seuls une partie de la chaussée et le temple haut ou temple du culte avec la pyramide royale restent identifiables actuellement.
Ce temple développé sur un axe est-ouest, se composait donc à l'issue de la chaussée montante de deux-cent-vingt mètres, d'une partie d'accueil comportant un corridor aboutissant à une cour cérémonielle. Le corridor devait être la Chambre des Grands, si l'on suit le modèle du temple funéraire de Sahourê en Abousir, partie où s'arrêtait la procession funéraire et où le corps du roi ou les offrandes destinées à son culte quotidien étaient confiés aux prêtres qui seuls avaient accès aux parties cultuelles. De chaque côté de cette partie d'accueil deux massifs que l'on interprète comme étant deux pylônes égyptiens encadraient le temple, éléments que l'on trouve déjà initiés dans le complexe funéraire de Niouserrê et qui sont donc une véritable innovation architecturale de la Ve dynastie. Ces structures, pour le complexe de Djedkarê, sont encore conservées sur une bonne élévation révélant ainsi qu'elles ont été conçues sur un plan carré, en maçonnerie régulière et pleine.

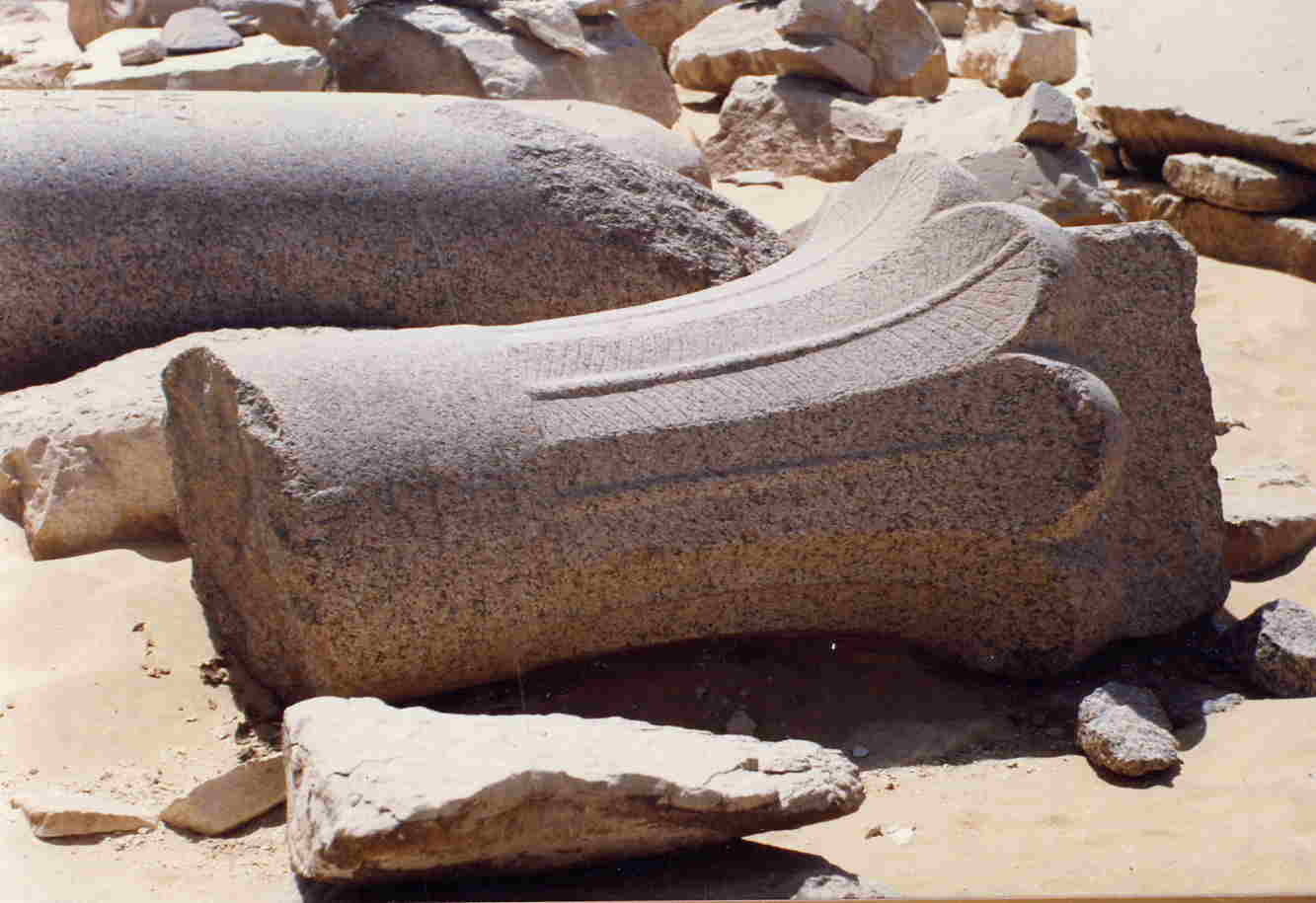
Colonne palmiforme de la cour péristyle du complexe de Djedkarê Isési

La cour péristyle sur ses quatre côtés comprenait dix-huit colonnes monolithiques de granite rouge d'Assouan aux chapiteaux palmiformes, soit du même style que celles que l'on retrouve dans d'autres complexes funéraires de la Ve dynastie. De ce portique majestueux il ne reste aujourd'hui que quelques éléments de futs et chapiteaux brisés qui gisent sur le sol de la cour la plupart des monolithes ayant probablement été prélevés dès l'Antiquité. Cette cour était destinée à la présentation des offrandes et aux rites de purification d'usage dans tous les sanctuaires égyptiens. Elle ne comportait que deux accès dans l'axe principal du temple délimitant ainsi nettement, et pour une ultime fois, le profane du sacré inclus dans le péribole de la pyramide.
Au-delà de la porte occidentale, suivait donc un couloir transversal faisant office de vestibule à la partie intime du temple funéraire. Ce couloir s'étendait sur toute la largeur de l'édifice et ouvrait par ses deux côtés sur le péribole dont la partie méridionale comprenait la pyramide satellite du complexe funéraire royal. Il donnait également au nord et au sud de la cour principale sur deux séries de six magasins auxquels on accédait par des couloirs dont celui de la partie nord ouvrait par un portique à deux colonnes papyriformes sur une seconde cour à ciel ouvert.
Cette dernière semble être l'unique accès d'une petite pyramide placée au nord-est du complexe du roi et possédant un véritable temple de culte aux proportions plus modestes mais comportant une cour cérémonielle à portique, des magasins et des pièces cultuelles ainsi qu'une petite pyramide satellite soit tous les éléments nécessaires au culte funéraire d'une personnalité importante. Les deux complexes seraient donc dépendants, le second du premier, ce qui favorise la théorie d'une pyramide de reine qui reste à identifier, les recherches pratiquées jusqu'à présent sur le site n'ayant rien révélé de probant sur ce point.
Enfin et en revenant sur le temple funéraire de Djedkarê, passé le vestibule on accédait par une unique porte à la partie cultuelle de l'édifice comprenant une chambre à cinq niches dans lesquelles étaient conservées les statues royales et divines. Cette pièce ouvrait au nord et au sud sur une dernière série de magasins, destinés à abriter les objets du culte, qui encadraient la cour dans laquelle la stèle fausse-porte du roi était conservée, adossée à la face orientale de la pyramide.

## Pyramide

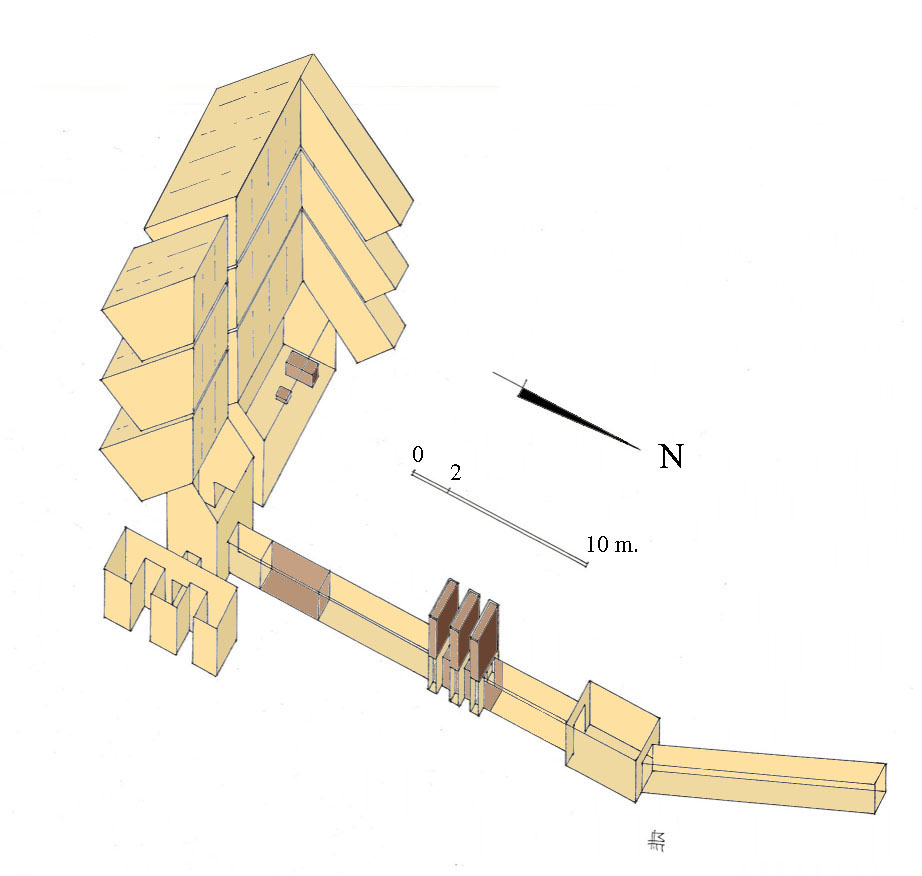
Vue axonométrique des appartements funéraires

La pyramide de Djedkarê est conçue à l'instar des autres monuments funéraires dynastiques depuis un noyau qui comble la partie évidée des appartements funéraires désormais systématiquement souterrains. L'ensemble est bâti en bloc de calcaire local dont l'ajustement par couches successives se régularise au fur et à mesure que l'on progressait vers la surface des pentes achevées avec un parement de calcaire fin de Tourah donnant l'aspect lisse à la pyramide. Elle mesurait initialement un peu plus de cinquante-deux mètres au sommet du pyramidion, soit autant que la pyramide de Niouserrê en Abousir.
Là s'arrête la ressemblance, car le plan du caveau adopte un nouveau dispositif plus complexe s'inspirant largement du plan du mastaba de Chepseskaf. Une innovation qui sera systématiquement reproduite dans les futurs tombeaux royaux. Son accès reste traditionnellement au nord de la pyramide. Un couloir s'enfonçait dans le massif de la pyramide sur une vingtaine de mètres pour aboutir à une première antichambre, sorte de corridor qui se poursuivant par un couloir horizontal ouvrait sur une chambre des herses munies de trois monolithes de granite bloquant le passage une fois la cérémonie de l'enterrement achevée.
Partait depuis cette chambre d'arrêt, un second couloir horizontal débouchant sur l'antichambre du caveau situé à l'aplomb de la pyramide.
Le plan d'ensemble présente un développement plus complexe qu'auparavant. Sur un axe est-ouest, l'antichambre ouvrait par l'est sur une pièce transversale à trois niches qui devait abriter une partie du mobilier funéraire ou des statues royales, et par l'ouest sur le caveau royal. L'ensemble, antichambre et caveau, était couvert par un dispositif de voûte en chevrons qui se répétait par couches successives assurant une protection nécessaire pour préserver le cénotaphe royal des masses considérables qui le recouvraient et formaient le cœur puis la masse principale de la pyramide. Ce plan sera précisément celui qu'adoptera Ounas successeur de Djedkarê pour son propre caveau. L'absence de textes gravés sur les parois chez Djedkarê semble donc indiquer qu'une certaine évolution dans l'aménagement du caveau royal était à l'œuvre et dont l'aboutissement serait l'invention des Textes des pyramides. 
Lors de l'exploration du caveau au XIXe siècle, on a retrouvé des restes d'un sarcophage royal ainsi que d'une momie qui après analyse a révélé être celle d'un homme mort dans la cinquantaine. La qualité de l’embaumement et le fait que Djedkarê ait régné un peu plus d'une trentaine d'années selon les propres annales égyptiennes, incitent les égyptologues à penser qu'il s'agit des restes du roi lui-même. Ce serait l'une des rares momies royales de l'Ancien Empire à avoir été retrouvée, de surcroît dans son propre tombeau.

## Images virtuelles

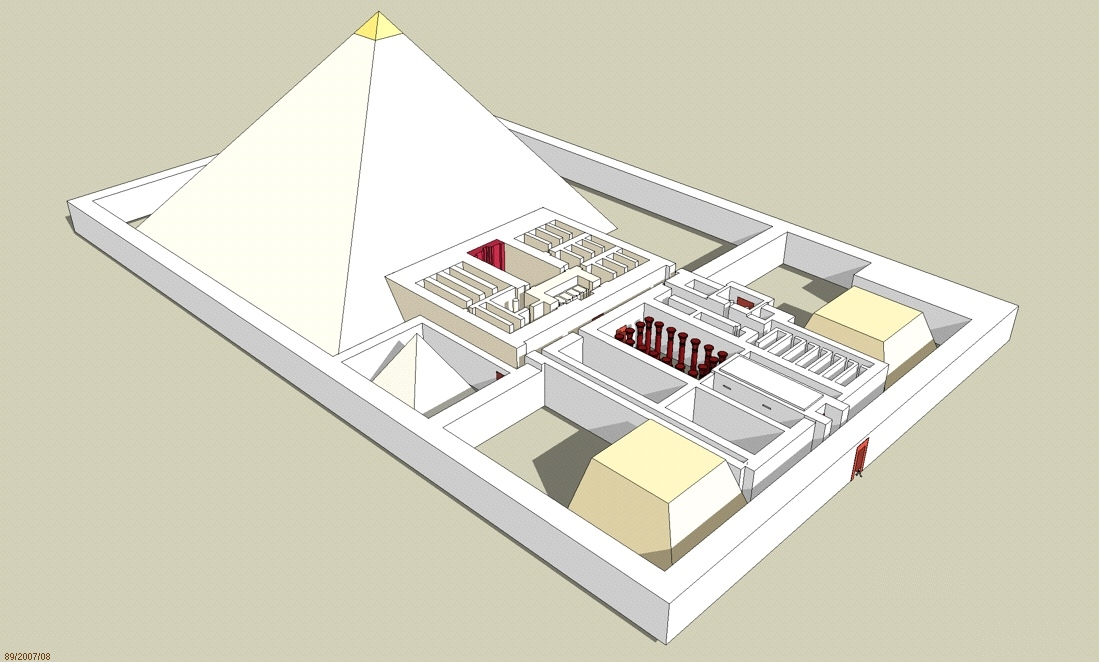
La pyramide de Djedkarê Isési
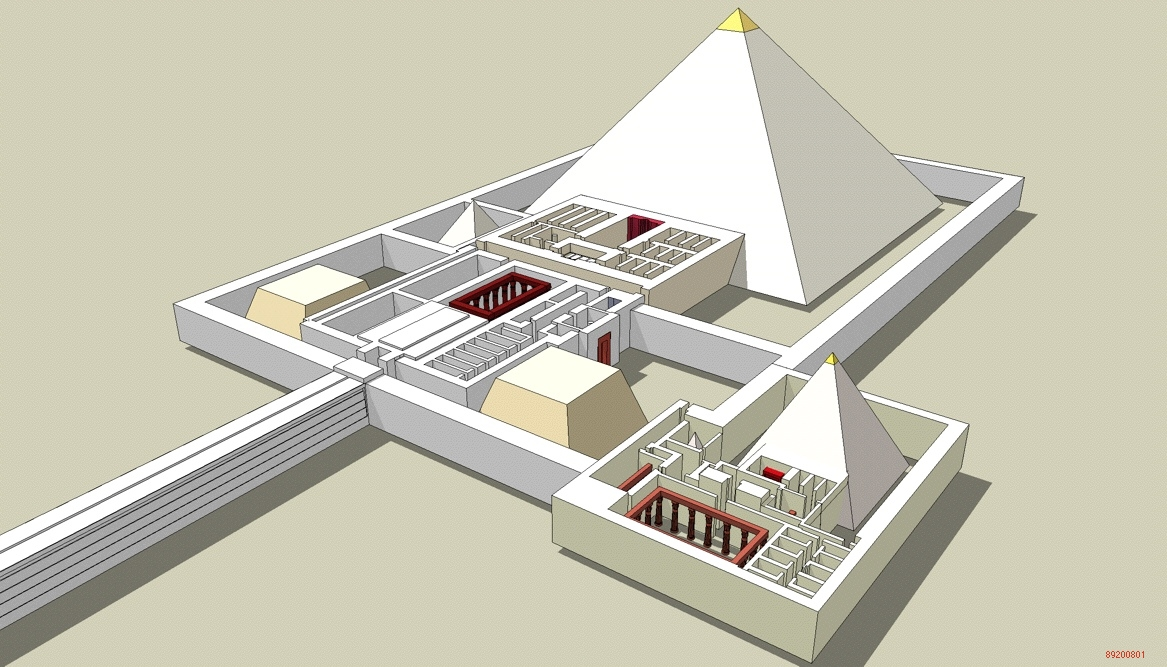
La pyramide de Djedkarê Isési et sa pyramide de reine (vue du nord-est)
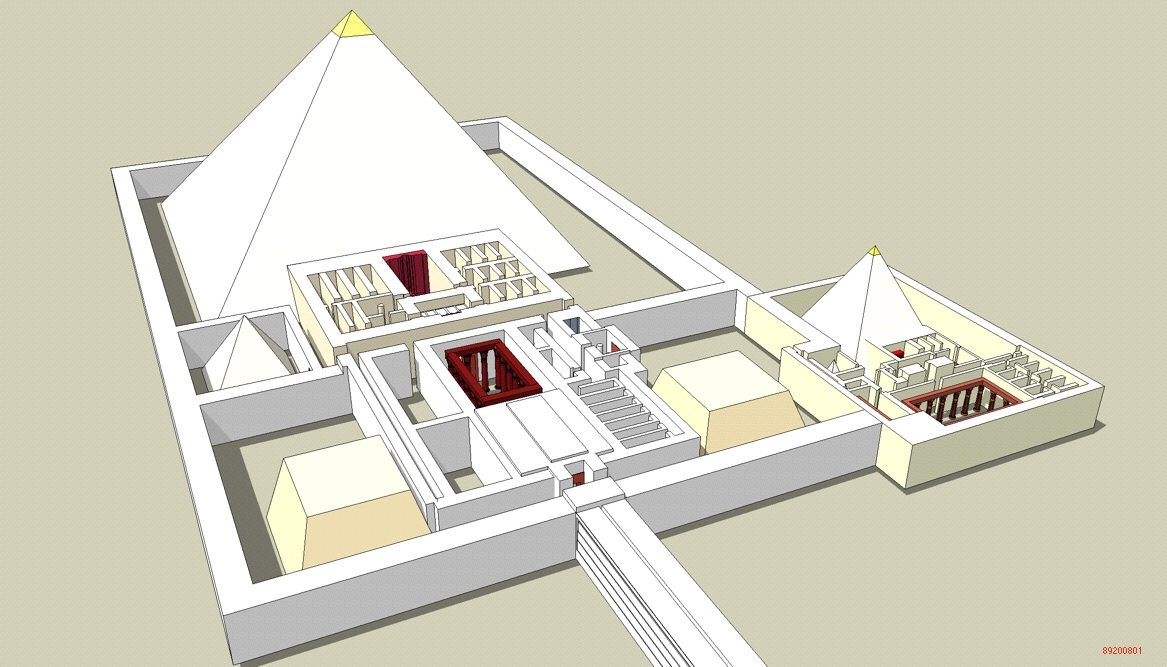
La pyramide de Djedkarê Isési et sa pyramide de reine (vue de l'est)